# Kalliapseudes borceai
Kalliapseudes borceai är en kräftdjursart som beskrevs av Mihai Bacescu 1980. Kalliapseudes borceai ingår i släktet Kalliapseudes och familjen Kalliapseudidae. Inga underarter finns listade i Catalogue of Life.